# Dzień Dziadka
Dzień Dziadka – rodzinne, świeckie święto, obchodzone w Polsce 22 stycznia w celu uhonorowania dziadków. Przyjęło się, że w ten dzień wnuki składają życzenia swoim dziadkom, a w przedszkolach, świetlicach i innych instytucjach opiekuńczo-wychowawczych organizowane są spotkania, pokazy artystyczne dzieci i poczęstunek. Zwykle towarzyszy temu wręczenie laurek.

## W Polsce
Święto do Polski zostało przeniesione prawdopodobnie z Ameryki w latach osiemdziesiątych XX wieku i stopniowo stawało się coraz popularniejsze.

## Na świecie
W Ameryce
Amerykańskim (w USA i Kanadzie) odpowiednikiem naszych dni dziadka i babci jest Narodowy Dzień Dziadków, ang. National Grandparents Day. Nie jest więc świętem rozdzielonym na dwa dni.
W Stanach Zjednoczonych prekursorką obchodów Dnia Babci i Dziadka była Marian Lucille Herndon McQuade z Zachodniej Wirginii. Nalegała ona, aby społeczeństwo amerykańskie ustanowiło co roku dzień poświęcony wyłącznie osobom starszym. Z jej obserwacji wynikało, że seniorzy często cierpią na wiele chorób, z których najważniejszą jest samotność. Poświęcenie im jednego dnia miało na celu podkreślenie trudności, z jakimi borykają się osoby starsze.
W USA jest to święto oficjalnie zatwierdzone przez Kongres i prezydenta, ustanowione w 1978 roku przez Jimmy’ego Cartera na pierwszą niedzielę po Święcie Pracy Labour Day, które obchodzone jest w pierwszy poniedziałek września zarówno w USA, jak i Kanadzie. Tak więc Dzień Dziadków w obu krajach również obchodzony jest we wrześniu.
Dzień ten ma swój oficjalny hymn A Song for Grandma and Grandpa („Piosenka dla Babci i Dziadka”), a symbolem tego dnia jest niezapominajka.
W szkołach, kościołach i domach spokojnej starości organizowane są uroczystości. Święto celebruje się także w gronie rodzinnym przy ogniskach, czy grillach. Dzień ten ma za zadanie uświadomić dzieciom, jak wiele zawdzięczają swoim dziadkom. Wnuki są zachęcane do pomocy najstarszym członkom rodziny.
W Rosji
W Rosji, jesienią 2009 roku, pojawiło się nowe, rodzinne święto – Dzień babci i dziadka, ros. День бабушек и дедушек. Jednakże, jak podaje Press-Center (ros. пресс-центр „АиФ”) 15 października 2009, jest to „Rosyjski Dzień Babci” (ros. Российский День Бабушки). Brak oficjalnej daty obchodów.
W Wielkiej Brytanii
W Wielkiej Brytanii święto dziadków obchodzone jest w pierwszą niedzielę października.